# Gonomyia (Leiponeura) ambiens
Gonomyia (Leiponeura) ambiens is een tweevleugelige uit de familie steltmuggen (Limoniidae). De soort komt voor in het Oriëntaals gebied.